# Anemia radicans
Anemia radicans är en ormbunkeart som beskrevs av Giuseppe Raddi. Anemia radicans ingår i släktet Anemia och familjen Anemiaceae. Inga underarter finns listade.